# Paralithodes camtschaticus
Il Paralithodes camtschaticus (Tilesius, 1815), comunemente noto come granchio reale rosso, granchio gigante, granchio trottatore o re granchio (dall'inglese "king crab"), è un crostaceo decapode appartenente alla famiglia Lithodidae. Non è però un granchio, ma un comune decapode con la stessa forma.
Molto apprezzato per le sue carni, viene pescato nelle acque del mar di Bering ed al largo dell'Alaska. Introdotto dai sovietici nel mare di Barents, negli ultimi anni si è diffuso fino alle Isole Svalbard a causa della sua indole invasiva ed attualmente sembra stia colonizzando anche le acque delle coste norvegesi.

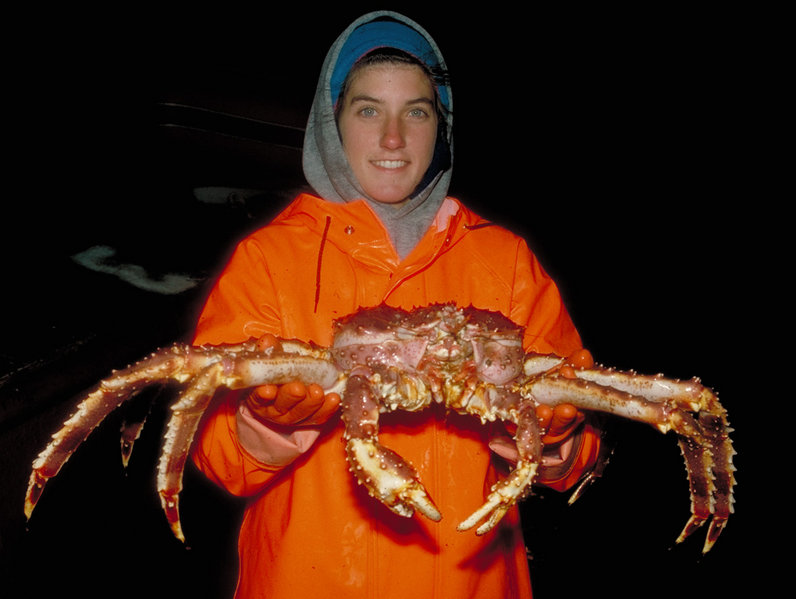
Un esemplare pescato

La sua pesca è soggetta ad accordi bilaterali fra il governo norvegese e quello russo. 

## Descrizione

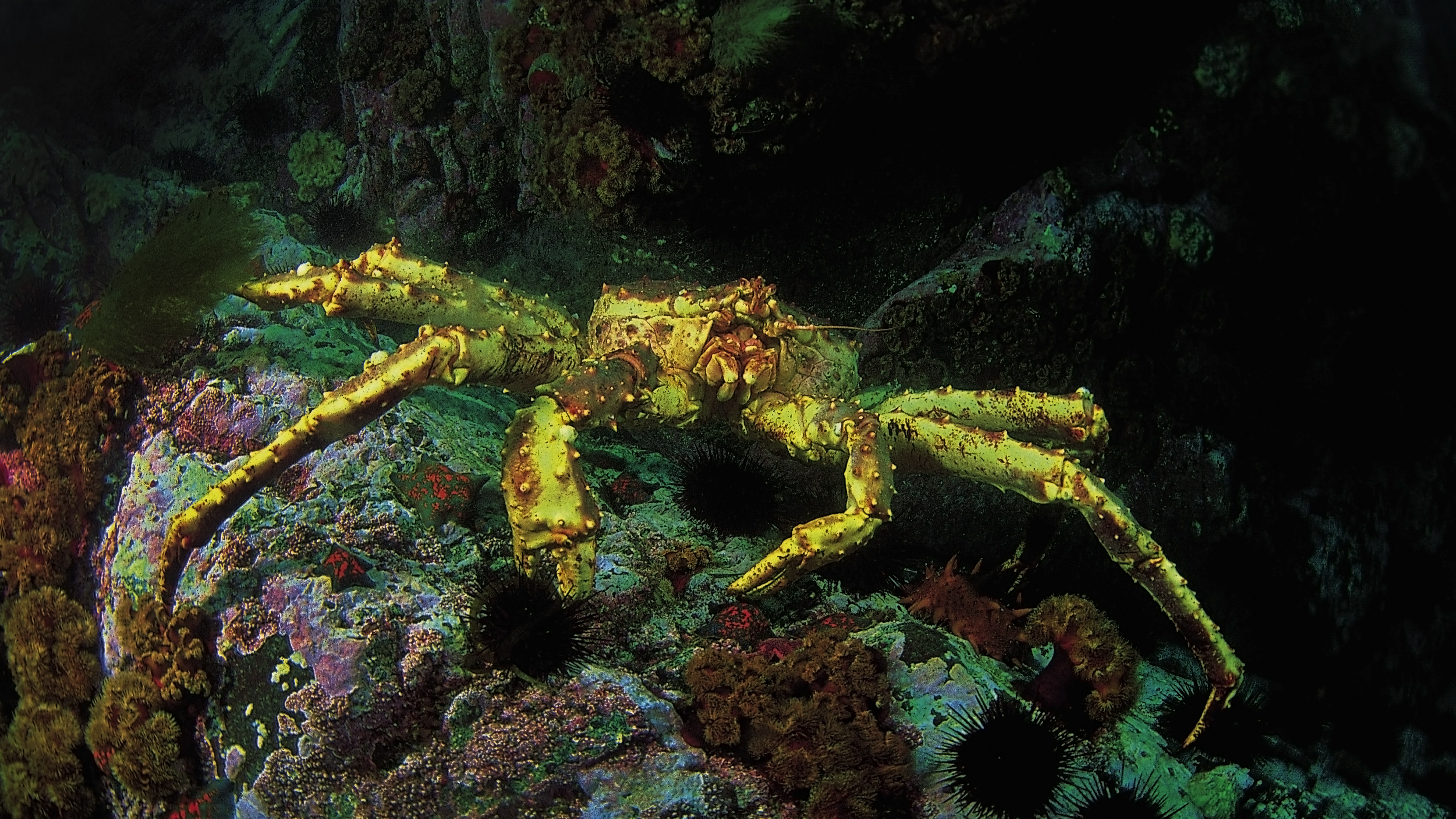
Paralithodes camtschaticus

I granchi reali rossi possono raggiungere una larghezza del carapace fino ai 28 cm, un'apertura gambale di 1,8 m e un peso di 12,7 kg. La specie presenta dimorfismo sessuale con i maschi più grandi delle femmine. La crescita di questo granchio dipende però dalla temperatura delle acque in cui vive ed attualmente è raro che si trovino esemplari che eccedano i 17 cm di larghezza del carapace, mentre solitamente i maschi presenti nel Mare di Bering pesano in media 2,9 kg. Il granchio reale rosso prende il nome dal colore che assume quando viene cotto e non dal colore dell'animale ancora vivo, che normalmente tende al bordeaux.

## Distribuzione e habitat
Il granchio reale rosso è originario del Mare di Bering e dell'Oceano Pacifico settentrionale ma si può trovare anche al largo della penisola di Kamčatka e nelle acque limitrofe dell'Alaska. È stato introdotto artificialmente dall'Unione Sovietica nel fiordo di Murmansk, Mare di Barents, durante gli anni '60 per sostenere economicamente l'industria della pesca rivelandosi però come specie invasiva. I granchi reali rossi vivono a temperature comprese tra i -1,8 ed i 12,8 °C. I granchi ancora in fase di crescita preferiscono temperature inferiori ai 6 °C. La profondità alla quale vive varia con le fasi del suo ciclo vitale; i granchi appena nati (larve di zoea) rimangono nelle acque meno profonde dove cibo e protezione sono abbondanti. Di solito, dopo i due anni, i granchi si spostano ad una profondità di 20–50 m e prendono parte a ciò che è noto come "podding"; centinaia di granchi si uniscono in gruppi numerosi e altamente concentrati. I granchi adulti si trovano generalmente a più di 200 m di profondità, su fondali sabbiosi e fangosi. Migrano in inverno o all'inizio della primavera verso profondità minori per l'accoppiamento, ma la maggior parte della loro vita viene trascorsa nelle acque profonde, dove si possono nutrire con più facilità.